# NEEMO
NEEMO acrónimo de NASA Extreme Environment Mission Operations, es una misión análoga de la NASA que envía grupos de astronautas, ingenieros y científicos a vivir en el laboratorio submarino Aquarius, la única estación de investigación submarina del mundo, por un plazo máximo de tres semanas como prepraratoria para una futura exploración espacial.
Aquarius es un hábitat submarino ubicado a 5,6 kilómetros (3,5 millas) de Cayo Largo, Florida, en el Florida Keys National Marine Sanctuary. Construido en el fondo del océano junto a profundos arrecifes de coral a 19 metros (62 pies) por debajo de la superficie.
La NASA lo utiliza desde el año 2001 para realizar una serie de simulaciones para futuras misiones de exploración espacial, normalmente duran de 7 a 14 días, siendo ocupada sobre todo para la investigación espacial por astronautas internacionales. Cada misión suele costar alrededor de 500 millones de dólares americanos. Los miembros de la tripulación se llaman acuanautas (viven o desarrollan su labor bajo el agua a grandes profundidades soportando fuertes presiones durante un período igual o superior a 24 horas continuadas antes de volver a la superficie), y realizan EVAs en el entorno submarino. Una técnica habitual como el buceo de saturación permite a los acuanautas vivir y trabajar bajo el agua a veces durante días o semanas. Tras veinticuatro horas bajo el agua a cualquier profundidad, el cuerpo humano se satura con gas disuelto. Con el buceo de saturación, los buzos pueden predecir exactamente cuánto tiempo necesitan para descompresar antes de regresar a la superficie. Esta información limita el riesgo de enfermedad por descompresión. Viviendo en el hábitat de Aquarius y trabajando a la misma profundidad en el fondo del océano, las tripulaciones de NEEMO pueden permanecer bajo el agua todo lo que dure su misión.
Para la NASA, el hábitat de Aquarius y sus alrededores proporcionan un sistema análogo muy real para la exploración del espacio. Al igual que el espacio, el mundo submarino es un lugar hostil y extraño para que pueda ser habitado por seres humanos. Los miembros de la tripulación de NEEMO experimentan las mismas sensaciones, dificultades y desafíos como tendrían que hacerlo en un asteroide distante, planeta (por ejemplo, Marte) o la Luna. Durante las misiones de NEEMO, los acuanautas son capaces de simular la vida como si estuvieran en una nave espacial y realizar caminatas espaciales para futuras misiones espaciales. Trabajar en el espacio y en ambientes submarinos requiere una amplia planificación y equipos sofisticados. Las condicióones que se dan bajo el agua tienen el beneficio adicional de permitir que la NASA "pese" a los acuanautas para simular diferentes entornos de gravedad.
Hasta el año 2012, Aquarius era propiedad de la Administración Nacional Oceánica y Atmosférica (NOAA) siendo manipulado desde el Centro Nacional de Investigación Submarina (NURC) en la Universidad de Carolina del Norte en Wilmington utilizándolo como base de estudio de biología marina.
Desde el año 2013, Aquarius pertenece a la Universidad Internacional de Florida (FIU). Como parte de la FIU Marine Education and Research Initiative, el Medina Aquarius Program se dedica al estudio y preservación de ecosistemas marinos en todo el mundo y está mejorando el alcance y el impacto de la FIU en investigación, divulgación educativa, desarrollo tecnológico y capacitación profesional. En el corazón del programa está la Base de Arrecifes Acuario.

## Misiones

### NEEMO 1: 21 a 27 de octubre de 2001

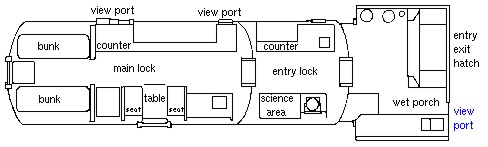
Distribución de Aquarius.

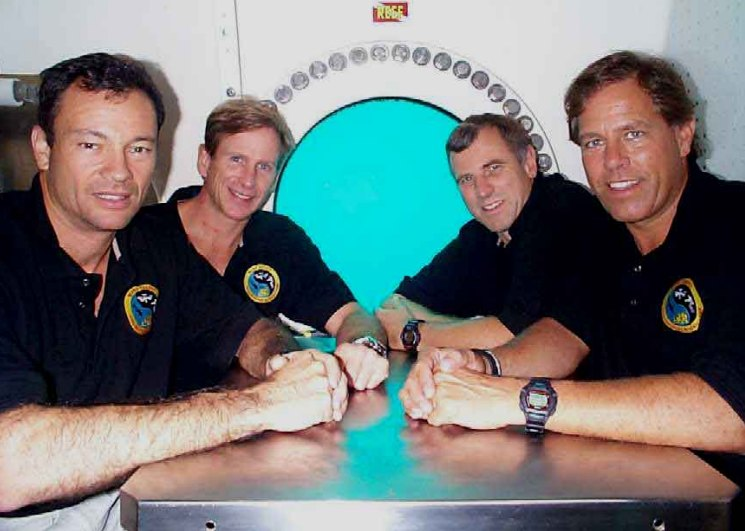
La primera tripulación NEEMO, izquierda a derecha: en frente, Mike López-Alegría y Bill Todd, detrás, Mike Gernhardt y Dave Williams

Tripulación de Acuanautas de la NASA:
- Bill Todd, Comandante[6]
- Michael L. Gernhardt
- Michael López-Alegría
- Dafydd Williams, CSA

NURC Equipo suplente:
- Mark Hulsbeck
- Ryan Snow

### NEEMO 2: 13 a 20 de mayo de 2002
Tripulación de acuanautas de la NASA:
- Michael Fincke, Comandante[6][7]
- Daniel M. Tani
- Sunita Williams
- Marc Reagan

NURC Equipo suplente:
- Thor Dunmire
- Ryan Snow

### NEEMO 3: 15 a 21 de julio de 2002
Tripulación de acuanautas de la NASA:
- Jeffrey Williams, Comandante[6][8]
- Gregory Chamitoff
- John D. Olivas
- Jonathan Dory

NURC Equipo suplente:
- Byron Croker
- Michael Smith

### NEEMO 4: 23 a 27 de septiembre de 2002
Tripulación de acuanautas de la NASA:

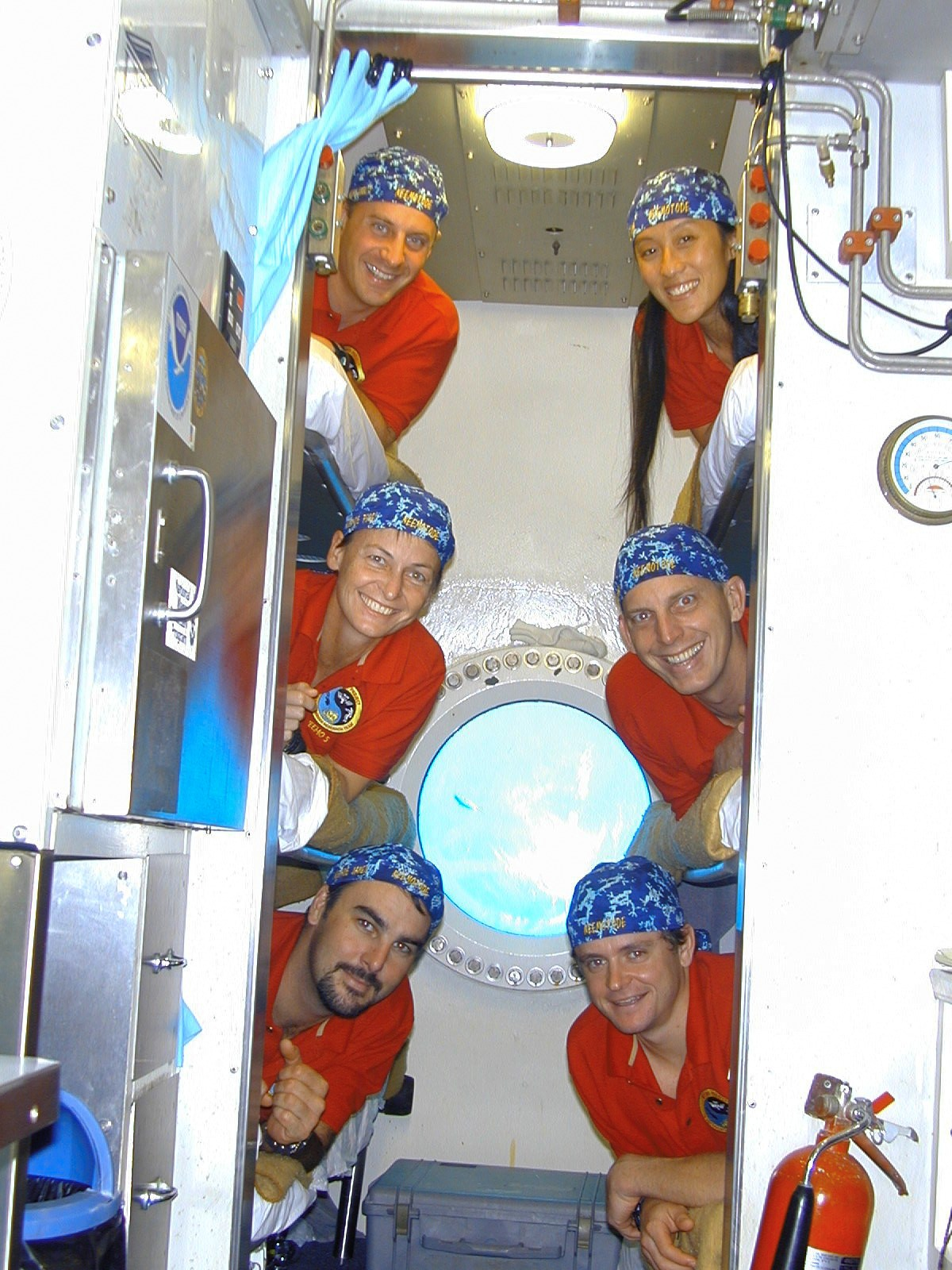
Miembros de la tripulación de la misión NEEMO 5 colocados en sus dormitorios a bordo del hábitat de investigación Aquarius. Alto, izquierda a derecha: Reisman, Hwang; Mitad: Whitson, Anderson; Debajo: Talacek, Snow.

- Scott Kelly, Comandante[6][9][10][11]
- Paul Hill
- Rex Walheim
- Jessica Meir

NURC Equipo suplente:
- James Talacek
- Ryan Snow

### NEEMO 5: 16 a 29 de junio de 2003
Tripulación de acuanautas de la NASA:
- Peggy Whitson, Comandante[6][12][13][14]
- Clayton Anderson
- Garrett Reisman
- Emma Hwang

NURC Equipo suplente:
- James Talacek
- Ryan Snow

### NEEMO 6: 12 a 21 de julio de 2004
Tripulación de acuanautas de la NASA:
- John Herrington, Comandante[15][16]
- Nicholas Patrick
- Douglas H. Wheelock
- Tara Ruttley

NURC Equipo suplente:
- Craig B. Cooper
- Joseph March
- Marc Reagan, Director de la misión

### NEEMO 7: 11 a 21 de octubre de 2004
Tripulación de acuanautas de la NASA:
- Robert Thirsk, Comandante[17][18][19]
- Catherine Coleman
- Michael R. Barratt
- Craig McKinley

NURC Equipo suplente:
- James Talacek
- Billy Cooksey
- Bill Todd, Director de la misión

### NEEMO 8: 20 a 22 de abril de 2005
Tripulación de acuanautas de la NASA:
- Michael L. Gernhardt, Comandante[20][21]
- John D. Olivas
- Scott Kelly
- Monika Schultz

NURC Equipo suplente:
- Craig B. Cooper
- Joseph March
- Bill Todd, Director de la misión

### NEEMO 9: 3 a 20 de abril de 2006

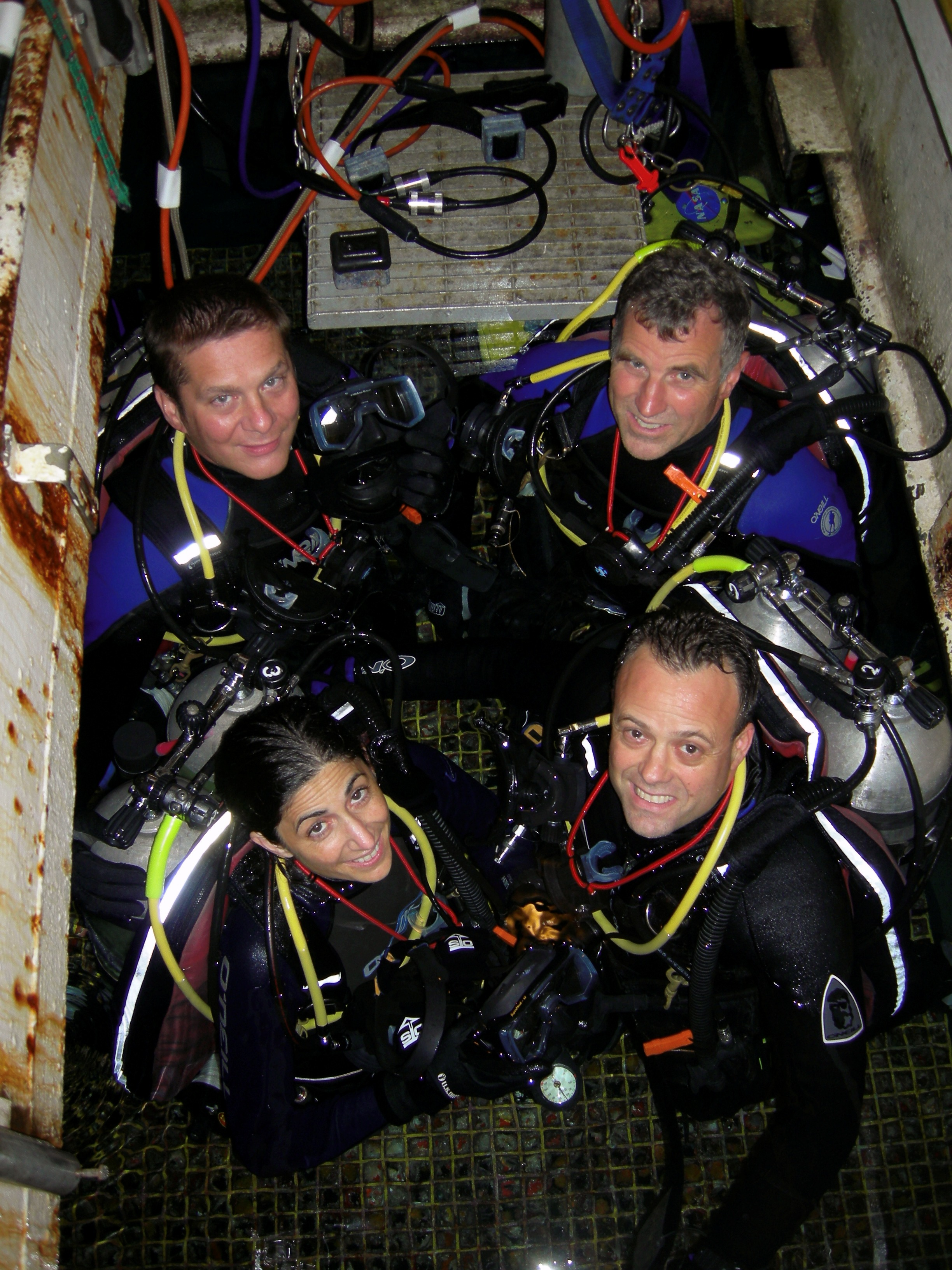
Miembros de la tripulación de la misión NEEMO 9: Izquierda a derecha: Broderick, Williams; Stott, Garan.

Tripulación de acuanautas de la NASA:
- Dafydd Williams, Comandante[22][23]
- Nicole P. Stott
- Ronald J. Garan, Jr.
- Timothy J. Broderick, Director de la misión

NURC Equipo suplente:
- James F. Buckley
- Ross Hein
- Marc Reagan, Director de la misión

### NEEMO 10: 22 a 28 de julio de 2006
Tripulación de acuanautas de la NASA:
- Koichi Wakata, Comandante[24][25]
- Andrew Feustel
- Karen L. Nyberg
- Karen Kohanowich

NURC Equipo suplente:
- Mark Hulsbeck
- Dominic Landucci
- Marc Reagan, Director de la misión

### NEEMO 11: 16 a 22 de septiembre de 2006
Tripulación de acuanautas de la NASA:
- Sandra Magnus, Comandante[26][27]
- Timothy Kopra
- Robert L. Behnken
- Timothy Creamer

NURC Equipo suplente:
- Larry Ward
- Roger Garcia
- Marc Reagan, Director de la misión

### NEEMO 12: 7 a 18 de mayo de 2007

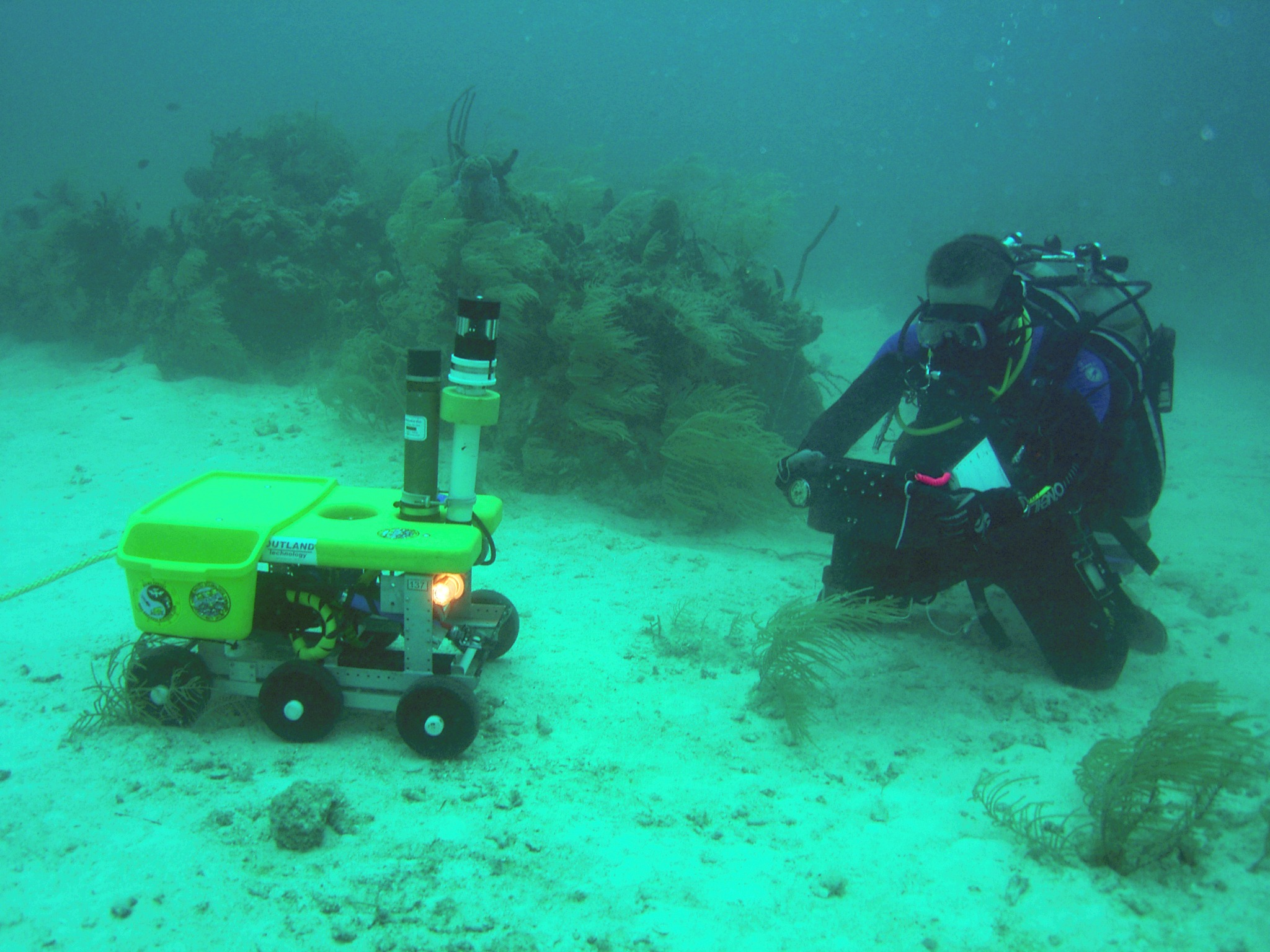
El acuanauta Brorerick de la misión NEEMO 12, manipulando el vehículo (ROV) llamado Scuttle con control remoto.

Tripulación de acuanautas de la NASA:
- Heidemarie Stefanyshyn-Piper, Comandante[28][29]
- José M. Hernández
- Josef Schmid, Director de la misión
- Timothy J. Broderick, Director de la misión

NURC Equipo suplente:
- Dominic Landucci
- James Talacek
- Marc Reagan, Director de la misión

### NEEMO 13: 6 a 15 de agosto de 2007
Tripulación de acuanautas de la NASA:
- Nicholas Patrick, Comandante[30][31]
- Richard R. Arnold
- Satoshi Furukawa
- Christopher E. Gerty

NURC Equipo suplente:
- James F. Buckley
- Dewey Smith
- Marc Reagan, Director de la misión

### NEEMO 14: 10 a 23 de mayo de 2010
Tripulación de acuanautas de la NASA:
- Chris Hadfield, Comandante[32][33][34]
- Thomas H. Marshburn
- Andrew Abercromby
- Steve Chappell

Aquarius Reef Base support crew:
- James Talacek
- Nate Bender
- Eli Quinn
- Bill Todd, Director de la misión

### NEEMO 15: 20 a 26 de octubre de 2011
Tripulación de acuanautas de la NASA:
- Shannon Walker, Comandante[35][36]
- Takuya Onishi
- David Saint-Jacques
- Steve Squyres

Aquarius Reef Base equipo suplente:
- James Talacek
- Nate Bender

DeepWorker 2000 submersible crew:
- Stanley G. Love[35]
- Richard R. Arnold
- Michael L. Gernhardt

### NEEMO 16: 11 a 22 de junio de 2012

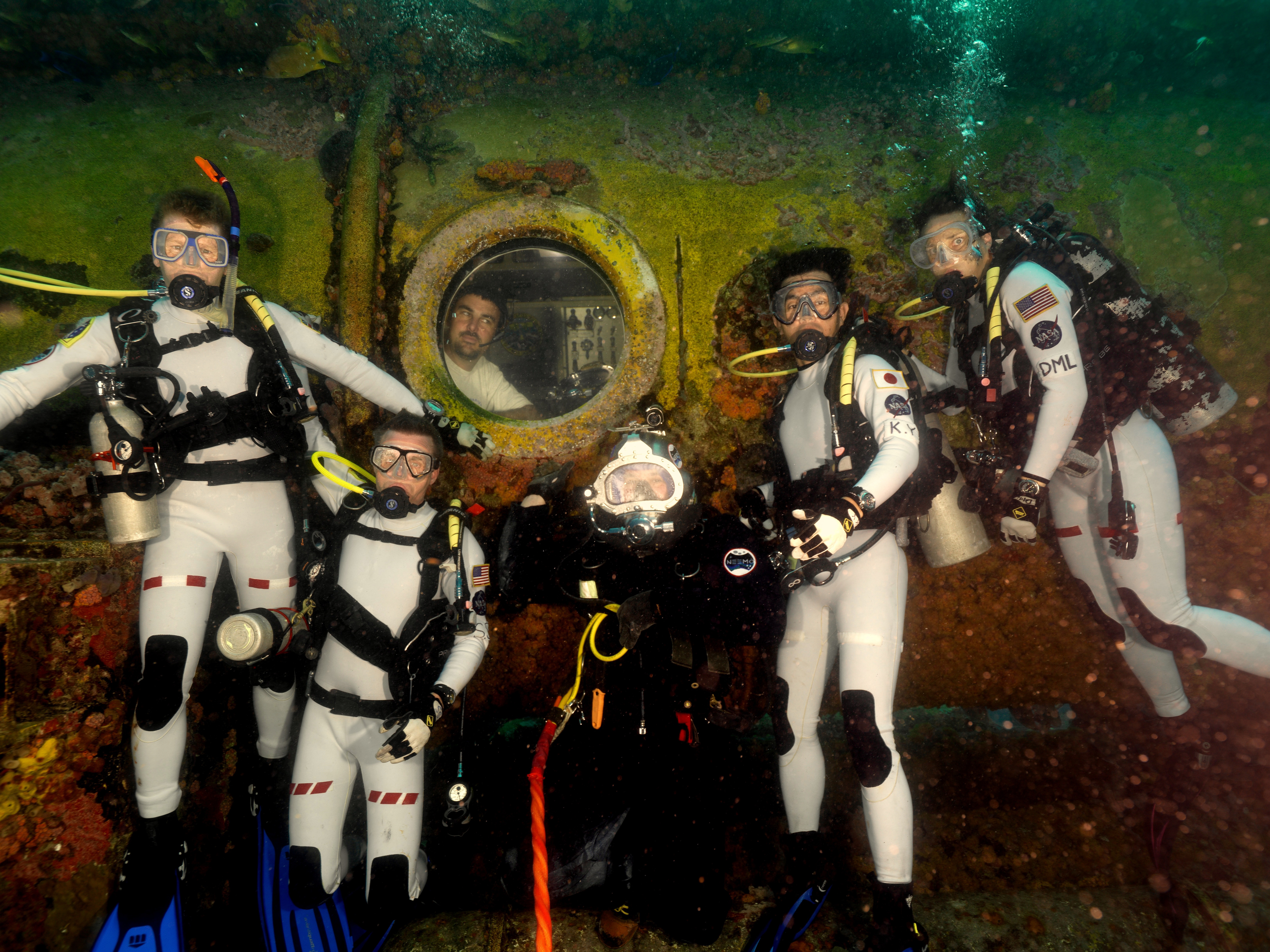
Tripulación de la misión NEEMO 16: Izquierda a derecha: Peake, Squyres, Brown, Yui, Metcalf-Lindenburger; dentro del hábitat: Talacek.

Tripulación de acuanautas de la NASA:
- Dorothy Metcalf-Lindenburger, Comandante[37][38][39]
- Kimiya Yui
- Timothy Peake
- Steve Squyres

Aquarius Reef Base equipo suplente:
- James Talacek
- Justin Brown

DeepWorker 2000 submersible crew:
- Stanley G. Love[40][41][42][43]
- Steve Giddings
- Serena M. Auñón
- Bill Todd
- Michael L. Gernhardt
- Andrew Abercromby
- Steve Chappell

### SEATEST II: 9 a 13 de septiembre de 2013
Space Environment Analog for Testing EVA Systems and Training
( NEEMO 17 ) Se omitió el nombre
Tripulación de acuanautas de la NASA:
- Joseph M. Acaba, Comandante
- Kate Rubins
- Andreas Mogensen
- Soichi Noguchi
- Thomas Pesquet

Aquarius Reef Base equipo suplente:
- Mark Hulsbeck
- Otto Rutten

### NEEMO 18: 21 a 29 de julio de 2014
Tripulación de acuanautas de la NASA:
- Akihiko Hoshide, Comandante
- Jeanette J. Epps
- Mark T. Vande Hei
- Thomas Pesquet

Técnicos profesionales del hábitat, Aquarius Reef Base equipo suplente
- Hank Stark (FIU)

### NEEMO 19: 7 a 13 de septiembre de 2014

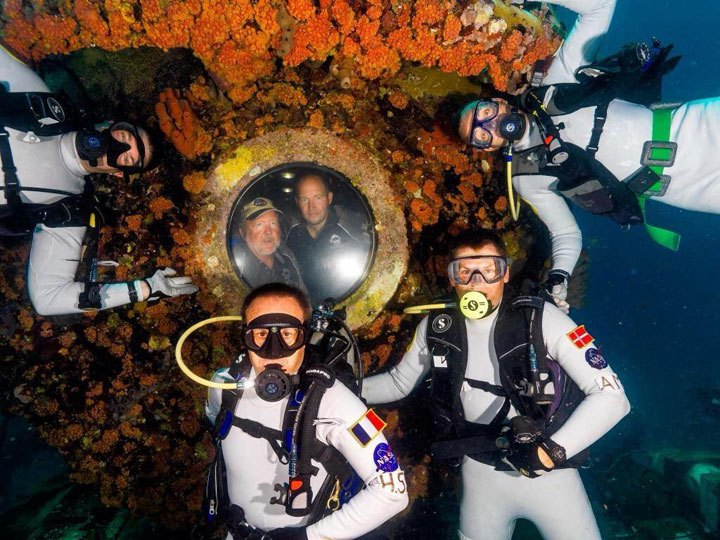
NEEMO 19 Tripulación: Izquierda a derecha: Hansen, Stevenin, Mogensen, Bresnik; dentro del hábitat: Hulsbeck, LaPete.

Tripulación de acuanautas de la NASA:
- Randolph Bresnik, Comandante[45]
- Andreas Mogensen, Ingeniero de vuelo 1
- Jeremy Hansen, Ingeniero de vuelo 2
- Hervé Stevenin,[47] Ingeniero de vuelo 3

Aquarius Reef Base equipo suplente:
- Mark Hulsbeck
- Ryan LaPete
- Eli quinn c.e.o

### NEEMO 20: 20 de julio a 2 de agosto de 2015
Tripulación de acuanautas de la NASA:
- Luca Parmitano, ESA,  Comandante
- Serena M. Auñón, NASA

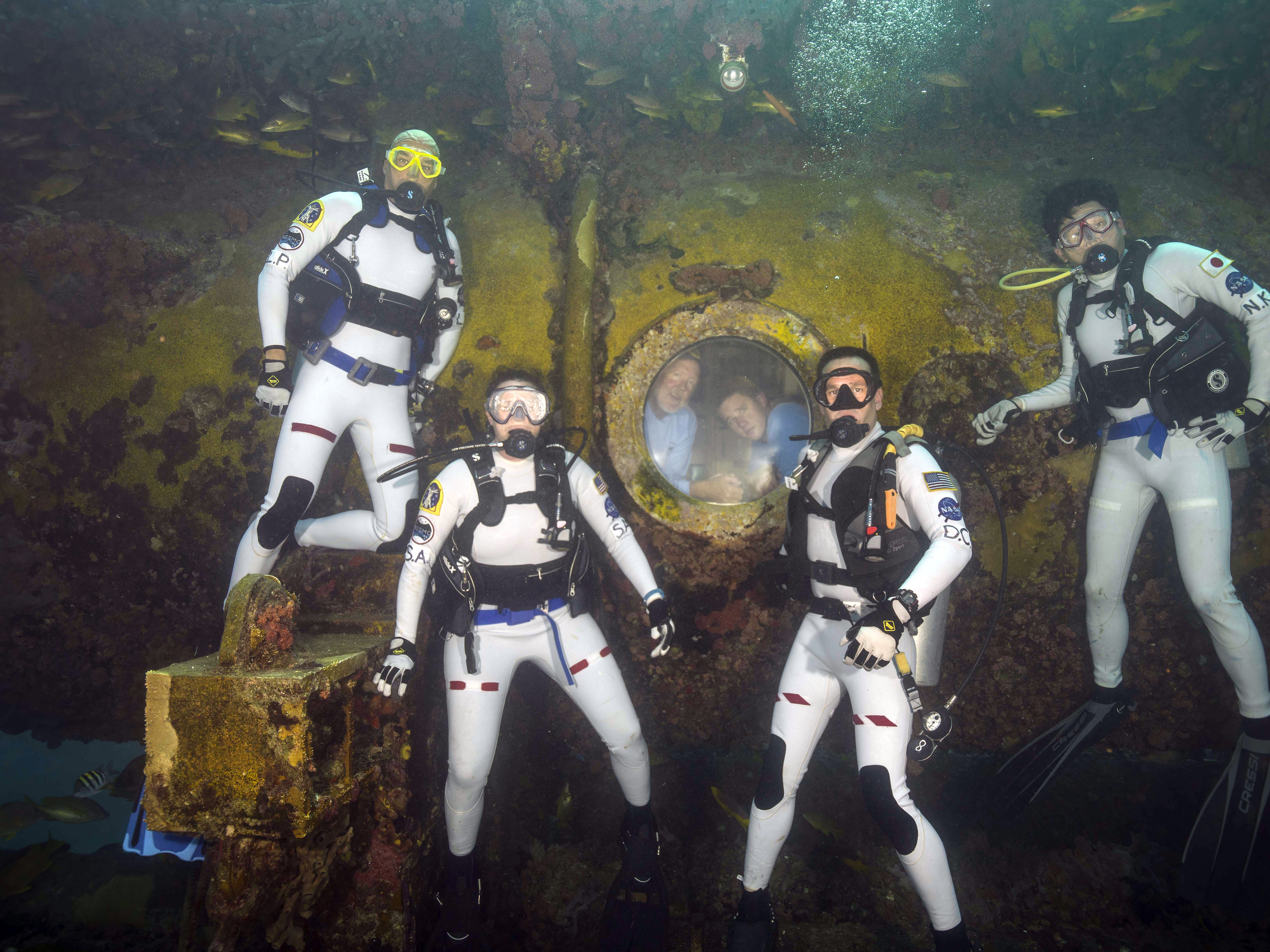
Tripulación de acuanautas de la misión NASA NEEMO 20.

- David Coan, NASA EVA Management Office engineer[49]
- Norishige Kanai, JAXA

Técnicos profesionales del hábitat, Aquarius Reef Base equipo suplente
- Mark Hulsbeck (FIU)
- Sean Moore (FIU)

El objetivo de la misión NEEMO 20 era simular los retrasos de tiempo asociados con el envío y la recepción de órdenes entre los controladores en la Tierra y los astronautas en Marte. Las EVAs simularán el trabajo en la superficie de un asteroide, y el sumergible DeepWorker para realizar salidas con el vehículo de exploración espacial Multi Misión.

### NEEMO 21: 21 de julio a 5 de agosto de 2016
La misión NEEMO 21 debía comenzar el 18 de julio de 2016 y concluir el 3 de agosto de 2016; sin embargo, comenzó el 21 de julio de 2016 por las malas condiciones climáticas.
Tripulación de acuanautas de la NASA:
- Reid Wiseman, NASA, Comandante 1
- Megan McArthur, NASA, Comandante 2
- Marc O Griofa
- Matthias Maurer, ESA
- Noel Du Toit
- Dawn Kernagis

Professional habitat technicians, Aquarius Reef Base support crew
- Hank Stark (FIU)
- Sean Moore (FIU)

### NEEMO 22: 18 de junio a 28 de junio de 2017
Tripulación de acuanautas de la NASA:
- Kjell Lindgren, NASA, Comandante
- Pedro Duque, ESA
- Jacobs Trevor Graff,  Ingeniero en ciencias planetarias de la NASA Johnson Space Center, Houston
- Dominic D'Agostino, científico de la University of South Florida y el Florida Institute for Human & Machine Cognition

Professional habitat technicians, Aquarius Reef Base support crew
- Mark Hulsbeck (FIU)
- Sean Moore (FIU)

### NEEMO 23: 10 al 22 de junio de 2019
Tripulación de acuanautas:
- Samantha Cristoforetti, ESA, Comandante
- Jessica Watkins, NASA
- Shirley Pomponi, NASA , Biólogo
- Csilla Ari D´Agostino, Neurobióloga

Esta misión probó tecnologías y objetivos para misiones en el espacio profundo y exploraciones lunares en el lecho marino.